# هنری فارل
هنری فارل (انگلیسی: Henry Farrell; ۲ اکتبر ۱۹۰۲ – مه ۱۹۸۰) بازیکن فوتبال اهل ایالات متحده آمریکا بود.
وی همچنین در تیم ملی فوتبال ایالات متحده آمریکا بازی کرده‌است.